# 勃欧自治区
勃欧自治区（緬甸語： [pəʔo̰ kòbàɪɴ ʔoʊʔtɕʰoʊʔ kʰwɪ̰ɴja̰ dèθa̰]）是在2008年緬甸憲法所訂定的自治區，由掸邦的三個鎮區組成。

## 歷史沿革
勃歐自治區在行政上原屬於東枝縣的一部份，正式名稱是在2010年8月20日依法令所公告。该自治区由勃欧人自治，事實上是由勃歐民族組織治理。

## 行政區劃
| 鎮區     | 人口(2014年) | 面積（km²） |
| -------- | ------------ | ----------- |
| 和榜鎮區 | 111,962      | 2,921.9     |
| 昔勝鎮區 | 152,775      | 2,068.5     |
| 賓朗鎮區 | 192,277      | 3,394.8     |